# Bourse sportive
Pour les articles homonymes, voir Bourse.
Pour un article plus général, voir Bourse d'études.
La bourse sportive ou bourse de sport (de l'anglais : athletic scholarship) est une aide financière destinée à un étudiant universitaire sélectionné par une équipe inter-universitaire.
La bourse sportive est populaire en Amérique du Nord. Les associations sportives inter-universitaires ont leurs propres règles concernant les sommes d'argent allouées pour ces bourses sportives.